# International Chamber of Shipping
De International Chamber of Shipping is een internationale organisatie die de belangen van meer dan 80% van het wereldtonnage vertegenwoordigt. Haar leden zijn voornamelijk nationale redersverenigingen. 
De ICS heeft een adviserende functie bij verschillende internationale verenigingen zoals de: Internationale Maritieme Organisatie, Werelddouaneorganisatie, Internationale Telecommunicatie-unie, UNCTAD en de Wereld Meteorologische Organisatie. Eveneens heeft ze banden met verschillende organisaties die de belangen van de scheepvaart, havens, loodsen, olie-industrie, verzekeringsmaatschappijen en classificatiemaatschappijen behartigen. 